# Pothières
Pothières és un municipi francès, situat al departament de la Costa d'Or i a la regió de Borgonya - Franc Comtat. L'any 2007 tenia 191 habitants.

## Demografia

### Població
El 2007 la població de fet de Pothières era de 191 persones. Hi havia 64 famílies, de les quals 16 eren unipersonals (8 homes vivint sols i 8 dones vivint soles), 20 parelles sense fills i 28 parelles amb fills.
La població ha evolucionat segons el següent gràfic:
Habitants censats

### Habitatges
El 2007 hi havia 98 habitatges, 73 eren l'habitatge principal de la família, 12 eren segones residències i 13 estaven desocupats. 96 eren cases i 2 eren apartaments. Dels 73 habitatges principals, 56 estaven ocupats pels seus propietaris, 11 estaven llogats i ocupats pels llogaters i 6 estaven cedits a títol gratuït; 1 tenia una cambra, 3 en tenien dues, 8 en tenien tres, 26 en tenien quatre i 35 en tenien cinc o més. 52 habitatges disposaven pel capbaix d'una plaça de pàrquing. A 36 habitatges hi havia un automòbil i a 30 n'hi havia dos o més.

### Piràmide de població
La piràmide de població per edats i sexe el 2009 era:
| Homes | Edats   | Dones |
| ----- | ------- | ----- |
| 0     | 95 o +  | 0     |
| 4     | 90 a 94 | 0     |
| 4     | 85 a 89 | 0     |
| 0     | 80 a 84 | 0     |
| 4     | 75 a 79 | 4     |
| 4     | 70 a 74 | 4     |
| 0     | 65 a 69 | 0     |
| 4     | 60 a 64 | 4     |
| 8     | 55 a 59 | 8     |
| 12    | 50 a 54 | 8     |
| 0     | 45 a 49 | 8     |
| 4     | 40 a 44 | 4     |
| 4     | 35 a 39 | 8     |
| 4     | 30 a 34 | 4     |
| 16    | 25 a 29 | 8     |
| 4     | 20 a 24 | 4     |
| 8     | 15 a 19 | 0     |
| 4     | 10 a 14 | 8     |
| 16    | 5 a 9   | 4     |
| 8     | 0 a 4   | 0     |

## Economia
El 2007 la població en edat de treballar era de 117 persones, 87 eren actives i 30 eren inactives. De les 87 persones actives 79 estaven ocupades (50 homes i 29 dones) i 8 estaven aturades (1 home i 7 dones). De les 30 persones inactives 13 estaven jubilades, 6 estaven estudiant i 11 estaven classificades com a «altres inactius».

### Ingressos
El 2009 a Pothières hi havia 67 unitats fiscals que integraven 177 persones, la mediana anual d'ingressos fiscals per persona era de 14.089 €.

### Activitats econòmiques
Dels 11 establiments que hi havia el 2007, 2 eren d'empreses alimentàries, 1 d'una empresa de construcció, 4 d'empreses de comerç i reparació d'automòbils, 1 d'una empresa de transport i 3 d'empreses de serveis.
L'únic servei als particulars que hi havia el 2009 era un paleta.
L'únic establiment comercial que hi havia el 2009 era una fleca.
L'any 2000 a Pothières hi havia 10 explotacions agrícoles.

## Equipaments sanitaris i escolars
El 2009 hi havia una escola elemental integrada dins d'un grup escolar amb les comunes properes formant una escola dispersa.

## Poblacions més properes
El següent diagrama mostra les poblacions més properes.

## Edificis històrics

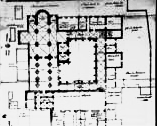
Planell de l'abadia de 1703 (arxius departamentals de la Côte d'Or)

L'any 863 Girard del Rosselló va fundar l'Abadia de Pothières, dedicada a Sant Pere i Sant Pau, on va ser enterrat a la seva mort (877), junt amb la seva dona Berta, que havia mort abans. L'abadia va sofrir diverses destruccions al llarg de la seva història, ja començant per atacs normands el mateix segle ix. El segle xviii estava en molt mal estat fins que el 1793 va passar a mans del batlle de Troyes i es va convertir en una cantera d'on extreure pedra. Tanmateix, es conserva un planell de 1703 que mostra la important construcció romànica que hi havia en aquell moment. Actualment només es conserva, reconstruïda, el que havia estat la casa de l'abat (imatge de la infotaula).